# Príncipe de Vergara
Príncipe de Vergara – stacja metra w Madrycie, na linii 2, 9. Znajduje się w dzielnicy Salamanca, w Madrycie i zlokalizowana jest pomiędzy stacjami Retiro, Goya (linia 2) oraz Núñez de Balboa i Ibiza (metro w Madrycie) (linia 9). Została otwarta 11 czerwca 1924.